# Henrik Barić
Henrik Barić (Dubrovnik, 28 januari 1888 – Belgrado, 3 april 1957) was een Kroatisch taalkundige en albanoloog.

## Leven
Barić studeerde Indo-Europese taalkunde aan de universiteiten van Graz en Wenen. In 1912 behaalde hij een doctoraatstitel aan de Weense universiteit. In 1918 verhuisde Barić naar Belgrado, waar hij vanaf 1920 taalkunde onderwees. Hij leidde in deze tijd het tijdschrift Arhiv za arbanasku starinu, jezik i etnologiju (‘Archief voor Albanese geschiedenis, taal en etnologie’), dat tot 1925 gepubliceerd werd. Vervolgens kreeg hij een leerstoel in de Indo-Europese taalkunde aan de universiteit van Belgrado, die hij leidde tot 1944. Van 1954 tot 1957 was Barić professor in de vergelijkende taalkunde aan de universiteit van Sarajevo. Hij richtte daar het Instituut voor Balkanistiek op. Verder stond hij aan de wieg van het balkanistische tijdschrift Godišnjak (‘Jaarboek’) op, maar hij maakte de publicatie van het eerste nummer niet mee.
De onderzoeksinteresses van Barić waren vooral gericht op het Albanees en zijn positie in de Indo-Europese taalfamilie. In tegenstelling tot andere geleerden, die de oorsprong van de Albanezen bij de Illyriërs zochten, pleitte Barić voor de hypothese dat de Albanezen van de Thraciërs afstamden.

## Werk (selectie)
- 1919: Albanorumänische studien (‘Albano-Roemeense studies’)
- 1940: Praindoevropska i indoevropska pitanja (‘Proto-Indo-Europese en Indo-Europese kwesties’)
- 1948: Ilirske jezične studije (‘Illyrische taalstudies’)
- 1954: Lingvističke studije (‘Taalkundige studies’)
- 1955: Hymje në historinë e gjuhës shqipe (‘Inleiding tot de geschiedenis van de Albanese taal’)
- 1959: Istorija arbanaškog jezika (‘Geschiedenis van de Albanese taal’)